# Mühlanger
Mühlanger é uma vila e antigo município da Alemanha localizado no distrito de Wittenberg, estado de Saxônia-Anhalt.
Pertencia ao Verwaltungsgemeinschaft de Elbaue-Fläming.

## História
Em 1 de janeiro de 2011, foi incorporado e passou a fazer parte do novo município Zahna-Elster. Em 29 de maio de 2013, a incorporação da Mühlanger foi revertida em consequência de uma decisão do Tribunal Constitucional da Saxônia-Anhalt, mas foi novamente incorporada em 1 de janeiro de 2014.